# Morti nel 580
| Questa pagina contiene informazioni ricavate automaticamente dalle voci biografiche con l'ausilio del template Bio e di un bot. L'aggiornamento è periodico e automatico e ricostruisce completamente la pagina. Se manca una persona in questa lista, sei pregato di non aggiungerla, ma accertati piuttosto che la sua voce biografica contenga il template Bio e che i dati anagrafici siano correttamente compilati. Se il template Bio manca, inseriscilo tu stesso o, in alternativa, metti l'avviso {{tmp\|Bio}} che ne segnala la mancanza. Se i dati riportati sono sbagliati, correggi direttamente la voce biografica; le modifiche saranno visibili in questa lista entro pochi giorni. Per chiarimenti vedi il progetto biografie. La lista contiene solo le 7 persone che sono citate nell'enciclopedia e per le quali è stato implementato correttamente il template Bio. Pagina aggiornata al 13 gen 2025. |

- 17 marzo - Agricola di Chalon-sur-Saône, vescovo franco (n. 498)
- Al-Mutalammis, poeta arabo
- Drottoveo di Parigi, abate e santo franco
- Galam dei Pitti, re
- Liberata di Como, religiosa italiana
- Paolo Silenziario, poeta bizantino
- Al-Ḥārith ibn Ḥilliza, poeta arabo